# Фостер (лунный кратер)
Кратер Фостер (лат. Foster) — крупный древний ударный кратер в северном полушарии обратной стороны. Название присвоено в честь канадского физика Джона Стюарта Фостера (1890—1964) и утверждено Международным астрономическим союзом в 1970 г. Образование кратера относится к нектарскому периоду.

## Описание кратера

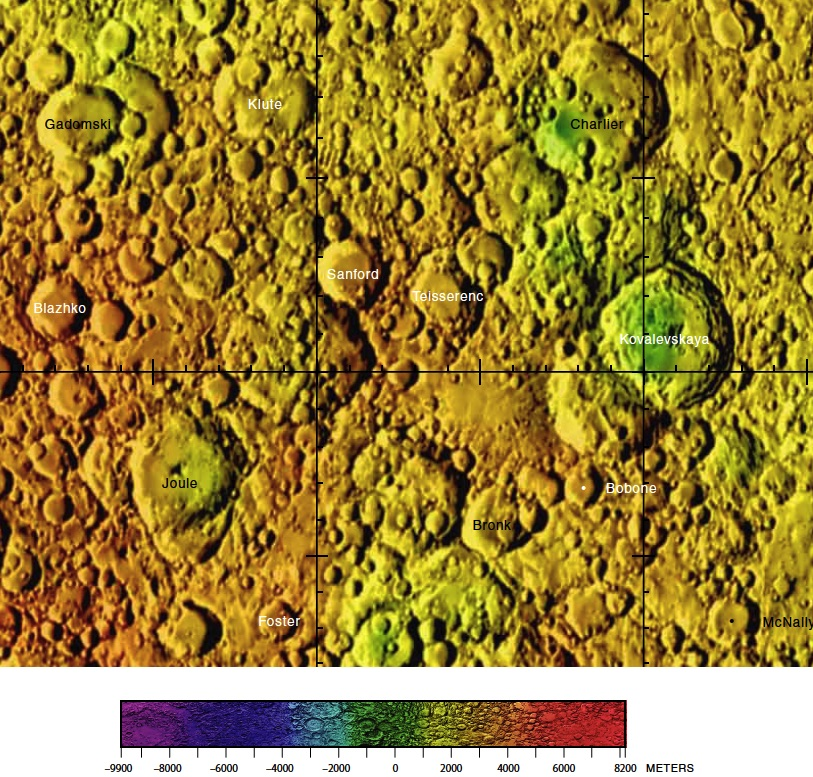
Окрестности кратера Фостер. Фрагмент карты обратной стороны Луны.

Ближайшими соседями кратера являются кратер Джоуль на северо-западе; кратер Бронк на востоке-северо-востоке; кратер Пойнтинг на юго-востоке; кратер Кекуле на юге-юго-востоке; кратеры Гарвей и Мах на юго-западе. Селенографические координаты центра кратера 23°35′ с. ш. 141°29′ з. д. / 23,59° с. ш. 141,49° з. д., диаметр 37,0 км, глубина 2,1 км
Кратер Фостер имеет близкую к циркулярной форму с небольшим выступом в юго-западной части и значительно разрушен. Вал сглажен и отмечен несколькими кратерами в восточной части. Внутренний склон гладкий, отмечен маленькими кратерами в восточной и южной части. Высота вала над окружающей местностью достигает 950 м, объем кратера составляет приблизительно 770 км³. Дно чаши сравнительно ровное, у подножия северо-восточной части внутреннего склона расположен маленький приметный кратер. В юго-восточной части внутреннего склона расположен маленький кратер окруженный областью выброшенных пород с высоким альбедо.

## Сателлитные кратеры
| Фостер | Координаты                                              | Диаметр, км |
| ------ | ------------------------------------------------------- | ----------- |
| H      | 23°01′ с. ш. 139°35′ з. д. / 23,02° с. ш. 139,58° з. д. | 27,4        |
| L      | 20°59′ с. ш. 140°33′ з. д. / 20,98° с. ш. 140,55° з. д. | 31,2        |
| P      | 20°09′ с. ш. 143°32′ з. д. / 20,15° с. ш. 143,53° з. д. | 35,2        |
| S      | 22°41′ с. ш. 143°45′ з. д. / 22,69° с. ш. 143,75° з. д. | 46,3        |

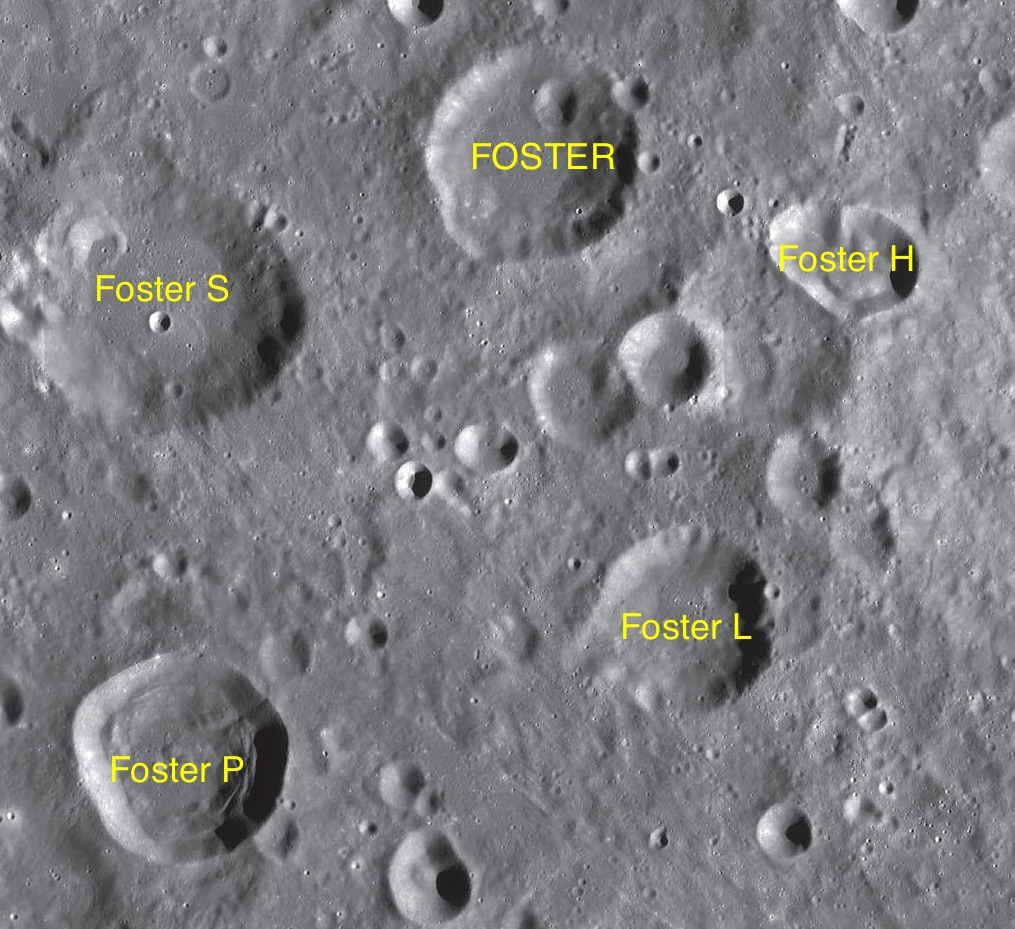
Фрагмент карты LAC-52.

- Образование сателлитных кратеров Фостер L и S относится к нектарскому периоду[1].
- Образование сателлитного кратера Фостер P относится к эратосфенскому периоду[1].

## См.также
- Список кратеров на Луне
- Лунный кратер
- Морфологический каталог кратеров Луны
- Планетная номенклатура
- Селенография
- Минералогия Луны
- Геология Луны
- Поздняя тяжёлая бомбардировка